# Lista de prefeitos de Ponta Grossa
Esta é a lista de prefeitos e vice-prefeitos do município de Ponta Grossa, no estado brasileiro do Paraná.
| Nº | Nome                            | Imagem                           | Partido                                      | Vice-prefeito                   | Início do mandato      | Fim do mandato                                                                          | Observações | Referências e notas  |
| 1  | Cláudio Gonçalves Guimarães     |                                  | Partido Republicano do Paraná PRP            |                                 | 1891                   | 1892                                                                                    | Intendente nomeado Governador do Paraná                                                                                         | [ 4 ]                |
| 2  | Manoel Vicente Bittencourt      |                                  | Partido Republicano do Paraná PRP            |                                 | 1892                   | 1895                                                                                    | Intendente nomeado Governador do Paraná                                                                                         | [ 4 ]                |
| 3  | Theodoro Carneiro Guimarães     |                                  | Partido Republicano do Paraná PRP            |                                 | 1895                   | 1895                                                                                    | Intendente nomeado Governador do Paraná                                                                                         | [ 4 ]                |
| 4  | Balduíno de Almeida Taques      |                                  | Partido Republicano do Paraná PRP            |                                 | 1895                   | 1896                                                                                    | Intendente nomeado Governador do Paraná                                                                                         | [ 4 ]                |
| 5  | Ernesto Guimarães Vilela        |                                  | Partido Republicano do Paraná PRP            |                                 | 1896                   | 1908                                                                                    | Intendente nomeado Governador do Paraná                                                                                         | [ 4 ]                |
| 6  | José Bonifácio Guimarães Vilela |                                  | Partido Republicano do Paraná PRP            |                                 | 1908                   | 1912                                                                                    | Intendente nomeado Governador do Paraná                                                                                         | [ 4 ]                |
| 7  | Theodoro Batista Rosas          |                                  | Partido Republicano do Paraná PRP            |                                 | 1912                   | 1916                                                                                    | Intendente nomeado Governador do Paraná                                                                                         | [ 4 ]                |
| 8  | Brasílio Ribas                  |                                  | Partido Republicano do Paraná PRP            |                                 | 1916                   | 1917                                                                                    | Intendente nomeado Governador do Paraná                                                                                         | [ 4 ]                |
| 9  | Abraham Glasser                 |                                  | Partido Republicano do Paraná PRP            |                                 | 1917                   | 1920                                                                                    | Intendente nomeado Governador do Paraná                                                                                         | [ 4 ]                |
| 10 | Brasílio Ribas                  |                                  | Partido Republicano do Paraná PRP            |                                 | 1920                   | 1924                                                                                    | Intendente nomeado Governador do Paraná                                                                                         | [ 4 ]                |
| 11 | Vítor Antônio Batista           |                                  | Partido Republicano do Paraná PRP            |                                 | 1924                   | 1928                                                                                    | Intendente nomeado Governador do Paraná                                                                                         | [ 4 ]                |
| 12 | Elyseu Campos Mello             |                                  | Partido Republicano do Paraná PRP            |                                 | 1928                   | 1930                                                                                    | Intendente nomeado Governador do Paraná                                                                                         | [ 4 ]                |
| 13 | Lysandro Alves de Araújo        |                                  | Partido Republicano do Paraná PRP            |                                 | 1930                   | 1930                                                                                    | Intendente nomeado Governador do Paraná                                                                                         | [ 4 ]                |
| 14 | Jorge Becher                    |                                  | Partido Social Nacionalista PSN              |                                 | 1930                   | 1931                                                                                    | Prefeitos nomeados pela Era Vargas                                                                                              | [ 7 ]                |
| 15 | Othon Mader                     |                                  | Partido Republicano do Paraná PRP            |                                 | 1931                   | 1932                                                                                    | Prefeitos nomeados pela Era Vargas                                                                                              | [ 7 ]                |
| 16 | Brasil Pinheiro Machado         |                                  | Partido Social Democrático PSD               |                                 | 1932                   | 1933                                                                                    | Prefeitos nomeados pela Era Vargas                                                                                              | [ 7 ]                |
| 17 | Pedro Scherer Sobrinho          |                                  | Partido Social Nacionalista PSN              |                                 | 1933                   | 1933                                                                                    | Prefeitos nomeados pela Era Vargas                                                                                              | [ 7 ]                |
| 18 | Albary Guimarães                |                                  | Partido Social Nacionalista PSN              |                                 | 1934                   | 1945                                                                                    | Prefeitos nomeados pela Era Vargas                                                                                              | [ 7 ]                |
| 19 | Peregrino Dias da Rosa Filho    |                                  | Partido Social Nacionalista PSN              |                                 | 1945                   | 1945                                                                                    | Prefeitos nomeados pela Era Vargas                                                                                              | [ 7 ]                |
| 20 | Cláudio Mascarenhas             |                                  | Partido Social Democrático PSD               |                                 | 1945                   | 1945                                                                                    | Prefeitos nomeados pela Era Vargas                                                                                              | [ 7 ]                |
| 21 | Joanino Carlos Gravina          |                                  | Partido Social Democrático PSD               |                                 | 1945                   | 1946                                                                                    | Prefeitos nomeados pela Era Vargas                                                                                              | [ 7 ]                |
| 22 | Theodoro Pinheiro Machado       |                                  | Partido Social Democrático PSD               |                                 | 1946                   | 1946                                                                                    | Prefeitos nomeados pela Era Vargas                                                                                              | [ 7 ]                |
| 23 | Gabriel Mena Barreto            |                                  | Partido Social Democrático PSD               |                                 | 1946                   | 1947                                                                                    | Prefeitos nomeados pela Era Vargas                                                                                              | [ 7 ]                |
| 24 | João Vargas de Oliveira         |                                  | União Democrática Nacional UDN               |                                 | 1947                   | 1951                                                                                    | Prefeito eleito em sufrágio universal, renunciou para ser candidato a Deputado estadual                                         | [ 10 ]               |
| 25 | Heitor Ditzel                   |                                  | Partido Democrata Cristão PDC                |                                 | 1951                   | 1951                                                                                    | Presidente da Câmara de vereadores no cargo de titular                                                                          | [ 10 ] [ 11 ]        |
| 26 | Petrônio Fernal                 |                                  | Partido Trabalhista Brasileiro PTB           |                                 | 1951                   | 1955                                                                                    | Prefeito eleito em sufrágio universal                                                                                           | [ 12 ] [ 13 ] [ 10 ] |
| 27 | José Hoffmann                   |                                  | Partido Trabalhista Brasileiro PTB           |                                 | 1955                   | 1959                                                                                    | Prefeito eleito em sufrágio universal, renunciou para ser candidato a Deputado estadual                                         | [ 10 ]               |
| 28 | Michel Namur                    |                                  | Partido Social Democrático PSD               |                                 | 1959                   | 1959                                                                                    | Presidente da Câmara de vereadores no cargo de titular                                                                          | [ 10 ] [ 14 ]        |
| 29 | Eurico Batista Rosas            |                                  | União Democrática Nacional UDN               |                                 | 1959                   | 1963                                                                                    | Prefeito eleito em sufrágio universal, renunciou para ser candidato a Deputado estadual                                         | [ 10 ]               |
| 30 | Fulton Vitel Borges de Macedo   |                                  | Partido Social Democrático PSD               |                                 | 1963                   | 1963                                                                                    | Presidente da Câmara de vereadores no cargo de titular                                                                          | [ 10 ]               |
| 31 | José Hoffmann                   |                                  | Partido Trabalhista Brasileiro PTB           |                                 | 1963                   | 1966                                                                                    | Prefeito eleito em sufrágio universal, posteriormente renunciou devido à pressão dos acontecimentos políticos do Regime militar | [ 15 ] [ 10 ]        |
| 32 | Plauto Miró Guimarães           |                                  | Movimento Democrático Brasileiro MDB         |                                 | 1966                   | 1969                                                                                    | Prefeito eleito em sufrágio universal                                                                                           | [ 15 ] [ 10 ]        |
| 33 | Cyro Martins                    |                                  | Aliança Renovadora Nacional ARENA            |                                 | 1969                   | 1973                                                                                    | Prefeito eleito em sufrágio universal                                                                                           | [ 15 ] [ 10 ]        |
| 34 | Luiz Gonzaga Pinto              |                                  | Aliança Renovadora Nacional ARENA            | Amadeu Puppi                    | 1973                   | 1975                                                                                    | Prefeito eleito em sufrágio universal                                                                                           | [ 15 ] [ 10 ]        |
| 35 | Amadeu Puppi                    |                                  | Aliança Renovadora Nacional ARENA            |                                 | 1975                   | 1977                                                                                    | Vice-Prefeito no cargo de titular                                                                                               | [ 16 ] [ 15 ] [ 10 ] |
| 36 | Luiz Carlos Stanislawczuk       |                                  | Movimento Democrático Brasileiro MDB         | Romeu de Almeida Ribas          | 1977                   | 1982                                                                                    | Prefeito eleito em sufrágio universal, renunciou para ser candidato a Deputado estadual                                         | [ 10 ]               |
| 37 | Romeu de Almeida Ribas          |                                  | Partido Trabalhista Brasileiro PTB           |                                 | 1982                   | 1983                                                                                    | Vice-Prefeito no cargo de titular                                                                                               | [ 10 ]               |
| 38 | Otto Santos da Cunha            |                                  | Partido Democrático Social PDS               |                                 | 1983                   | 1988                                                                                    | Prefeito eleito em sufrágio universal                                                                                           | [ 17 ]               |
| 39 | Pedro Wosgrau Filho             |                                  | Partido Democrata Cristão PDC                | Paulo Cunha Nascimento          | 1989                   | 1992                                                                                    | Prefeito eleito em sufrágio universal                                                                                           | [ 18 ]               |
| 40 | Paulo Cunha Nascimento          |                                  | Partido Democrata Cristão PDC                |                                 | 1993                   | 1996                                                                                    | Prefeito eleito em sufrágio universal                                                                                           | [ 18 ]               |
| 41 | Jocelito Canto                  |                                  | Partido da Social Democracia Brasileira PSDB |                                 | 1997                   | 2000                                                                                    | Prefeito eleito em sufrágio universal                                                                                           | [ 18 ]               |
| 42 | Péricles de Mello               |                                  | Partido dos Trabalhadores PT                 |                                 | 1° de janeiro de 2001  | 31 de dezembro de 2004                                                                  | Prefeito eleito em sufrágio universal                                                                                           |                      |
| 43 | Pedro Wosgrau Filho             |                                  | Partido da Social Democracia Brasileira PSDB |                                 | 2005                   | 2012                                                                                    | Prefeito eleito em sufrágio universal                                                                                           | [ 19 ] [ 20 ]        |
| 44 | Marcelo Rangel Cruz de Oliveira |                                  | Partido Popular Socialista PPS               | Jose Carlos Sahagoff Raad (PSD) | 1º de janeiro de 2012  | 31 de dezembro de 2016                                                                  | Prefeito e vice eleitos em sufrágio universal em eleições de 28.10.2012                                                         | [ 21 ] [ 22 ]        |
| 44 | Marcelo Rangel Cruz de Oliveira | Elizabeth Silveira Schmidt (PSB) | Partido Popular Socialista PPS               | 1º de janeiro de 2017           | 31 de dezembro de 2020 | Prefeito reeleito e vice eleito em sufrágio universal em eleições de 30.10.2016         | [ 23 ] [ 24 ] |                      |
| 45 | Elizabeth Silveira Schmidt      |                                  | Partido Social Democrático PSD               | Saulo Vinicius Hladyszwski      | 1º de janeiro de 2021  | 31 de dezembro de 2024                                                                  | Prefeita e vice eleitos em sufrágio universal em eleições de 15.11.2020                                                         | [ 25 ]               |
| 45 | Elizabeth Silveira Schmidt      | União Brasil UNIÃO               | Pastor Moises Faria                          | 1 de janeiro de 2025            | Atualidade             | Prefeita reeleita; vice-prefeito eleito em sufrágio universal em eleições de 27/10/2024 | [ 26 ] |                      |